# Plantago fernandezia
Plantago fernandezia là một loài thực vật có hoa trong họ Mã đề. Loài này được Bert. ex Barn. miêu tả khoa học đầu tiên.